# Число Штреля
Число Штреля (англ. Strehl ratio) — величина, характеризующая качество оптического изображения, впервые предложенная Карлом Штрелем и названная в честь него. Используется в ситуациях, когда оптическое разрешение ухудшается из-за аберраций в линзе или из-за искажений при прохождении через турбулентную атмосферу. Имеет значение от 0 до 1, при этом в гипотетической идеальной оптической системе число Штреля равно 1.

## Математическое определение
Число Штреля {\displaystyle S} часто определяют как отношение облучённости самой яркой точки искажённого изображения от точечного источника к максимально достижимой облучённости, которую можно получить, используя идеальную оптическую систему, ограниченную только дифракционным пределом. Также часто это соотношение выражается не через максимальные значения, а через значения в центре изображения (месте пересечения оптической оси с фокальной плоскостью), так как источник излучения находится на оптической оси. В большинстве случаев число Штреля согласно обоим этим определениям имеет очень близкую величину (или даже совпадают, если наиболее яркая точка искажённого изображения находится точно в центре изображения). Согласно более позднему определению, число Штреля можно выразить, сравнив {\displaystyle \delta (x,y)} (смещение волнового фронта для точечного источника на оси) с волновым фронтом, создаеваемым идеальной фокусирующей системой c апертурой A (x, y). Вычисляется амплитуда волны с применением теоретических данных о дифракции Фраунгофера и преобразования Фурье подвергшейся аберрациям апертурной функции, оценённой в центре изображения, причём фазовые множители формулы преобразования Фурье приравниваются к единице. Поскольку число Штреля относится к интенсивности, оно определяется по квадрату величины этой амплитуды:
{\displaystyle S=|\langle e^{i\phi }\rangle |^{2}=|\langle e^{i2\pi \delta /\lambda }\rangle |^{2}}, где i — мнимая единица, {\displaystyle \phi =2\pi \delta /\lambda } — фазовая ошибка по апертуре на длине волны λ, а среднее значение комплексной величины в скобках берется по апертуре A (x, y).
Число Штреля может быть оценено при помощи статистики фазовых искажений {\displaystyle \phi }, согласно формуле, впервые применённой в этих целях Махаджаном, но известной задолго до этого в теории антенн как формула Рузе.
{\displaystyle S\approx {e^{-\sigma ^{2}}}}, где σ — среднеквадратическое отклонение от апертуры фазы волнового фронта {\displaystyle \sigma ^{2}=\langle (\phi -{\bar {\phi }})^{2}\rangle }.

## Диск Эйри
Даже идеальная по правилам геометрической оптики система фокусировки вследствие дифракции имеет конечное пространственное разрешение. Как правило, для однородного круглого объектива функция рассеяния точки, которая описывает получаемое от точечного источника изображение, имеет вид диска Эйри. Для круглого отверстия наибольшая облучённость, наблюдаемая в центре диска Эйри, определяет яркость изображения точечного источника при значении числа Штреля, равном единице. Несовершенные оптические системы в основном имеют широкую функцию распределения точки, в которой интенсивность пика снижена и значение числа Штреля меньше единицы. Наиболее совершенные оптические системы называют «дифракционно-ограниченными» (англ. diffraction limited), а их функция рассеяния точки напоминает диск Эйри. Это наименование используется для оптических систем с числом Штреля более 0,8.
Следует отметить, что для данной апертуры размер диска Эйри линейно возрастает с длиной волны {\displaystyle \lambda }, следовательно облучённость наиболее яркой его точки снижается пропорционально {\displaystyle \lambda ^{-2}}, поэтому облучённость наиболее яркой точки при единичном значении числа Штреля непостоянно. С ростом длины волны функция рассеяния точки несовершенной оптической системы становится шире, а облучённость наиболее яркой точки уменьшается. Однако облучённость наиболее яркой точки опорного диска Эйри при увеличении длины волны уменьшается ещё сильнее, поэтому обычно число Штреля для больших длин волн выше, хотя фактически получаемое изображение хуже.

## Использование
Число Штреля широко используется для оценки условий астрономической видимости и производительности систем адаптивной оптики. Также он используется для отбора изображений малой выдержки в методе удачных экспозиций.
В промышленности число Штреля популярно для обобщённой оценки производительности оптических систем, поскольку он отражает производительность реальной системы, имеющей конечную стоимость и сложность, по отношению к теоретической идеальной бесконечно дорогой и сложной системе, которая всё равно имела бы искажения. Это упрощает принятие решения о том, например, будет ли достаточно хороша система с числом Штреля 0,95 или необходимо потратить в два раза больше денег, чтобы получить систему с числом Штреля 0,97 или 0,98.

## Ограничения
Описание формы функции распределения точки единственным числом, таким как число Штреля, имеет смысл только тогда, когда функция распределения точки мало отклоняется от её идеальной формы (лишена аберраций). Это условие выполняется для хорошо скорректированной системы, работающей вблизи дифракционного предела. К таким системам относятся телескопы и микроскопы, но не фотографические системы. Значительный недостаток использования числа Штреля для оценки изображений заключается в том, что, хотя его относительно просто рассчитать на бумаге, его обычно трудно измерить для реальной оптической системы, в том числе и потому, что непросто вычислить теоретическую максимальную пиковую облучённость.